# 局所電流
局所電流（きょくしょでんりゅう）はなんらかの刺激に応じて活動電位が生じた細胞膜近辺と隣接する静止部との間に生じる微弱な電流のことである。主に神経細胞の軸索におけるナトリウムイオンの細胞外への流出に伴う一過性の微弱な電流を指す。活動電流とも呼ばれるが、古い表現である。

## 軸索における局所電流
軸索の途中に刺激が加わると、加わった部分（興奮部）の細胞膜において、ナトリウムチャネルを介してナトリウムイオンが細胞外から細胞内へと流入する。これによって細胞内の電位が正、細胞外の電位が負となる。これを興奮と呼ぶ。ナトリウムイオンは濃度勾配及び電位差を受けて細胞中に拡散する。このときのナトリウムイオンの移動は、電荷群が連続的に流れる現象、つまり電流であり、この事象を特に局所電流と呼ぶ。周囲（静止部）は拡散したナトリウムイオンによって電位が正となり、電位依存性であるナトリウムチャネルが開いて、再びナトリウムイオンが細胞内に流入する。このように興奮が伝導していくにあたっても、ナトリウムイオンの移動が発生し、局所電流が生じる。局所電流は刺激が加わった地点から軸索の両方向へと生じていく。

## ランビエ絞輪における局所電流
有髄神経では、髄鞘は絶縁体のため、局所電流はランビエ絞輪を跳躍して伝わる。